# Карповское сельское поселение (Омская область)
Карповское се́льское поселе́ние — муниципальное образование в Таврическом районе Омской области Российской Федерации.
Административный центр — село Карповка.

## История
Статус и границы сельского поселения установлены Законом Омской области от 30 июля 2004 года № 548-ОЗ «О границах и статусе муниципальных образований Омской области».

## Население
| 2010  | 2011  | 2012  | 2013  | 2014  | 2015  | 2016  |
| ----- | ----- | ----- | ----- | ----- | ----- | ----- |
| 1571  | ↗1576 | ↗1667 | ↗1701 | ↘1671 | ↘1645 | ↘1604 |
| 2017  | 2018  | 2019  | 2020  | 2021  | 2023  |       |
| ↘1561 | ↘1531 | ↘1467 | ↘1465 | ↗1476 | ↘1444 |       |

## Состав сельского поселения
| № | Населённый пункт | Тип населённого пункта       | Население |
| - | ---------------- | ---------------------------- | --------- |
| 1 | Карповка         | село, административный центр | ↗1380     |
| 2 | Пальцевка        | деревня                      | ↘191      |